# Seznam zápasů slovinské fotbalové reprezentace na Mistrovství Evropy
Slovinská fotbalová reprezentace byla celkem 2x na mistrovstvích Evropy ve fotbale a to v roce 2000, 2024.
- Aktualizace po ME 2024 – Počet utkání – 7 – Vítězství – 0x – Remízy – 5x – Prohry – 2x

| Číslo | Soupeř      | Výsledek                | ME      | Fáze turnaje       | Góly Slovinska                  |
| ----- | ----------- | ----------------------- | ------- | ------------------ | ------------------------------- |
| 1.    | Jugoslávie  | 3 – 3                   | ME 2000 | základní skupina C | 2x Zlatko Zahovič, Miran Pavlin |
| 2.    | Španělsko   | 1 – 2                   | ME 2000 | základní skupina C | Zlatko Zahovič                  |
| 3.    | Norsko      | 0 – 0                   | ME 2000 | základní skupina C | Ne                              |
| 4.    | Dánsko      | 1 – 1                   | ME 2024 | základní skupina C | Erik Janža                      |
| 5.    | Srbsko      | 1 – 1                   | ME 2024 | základní skupina C | Žan Karničnik                   |
| 6.    | Anglie      | 0 – 0                   | ME 2024 | základní skupina C | Ne                              |
| 7.    | Portugalsko | 0 – 0 (PP) (pen. 0 - 3) | ME 2024 | osmifinále         | Ne                              |